# ナカウン

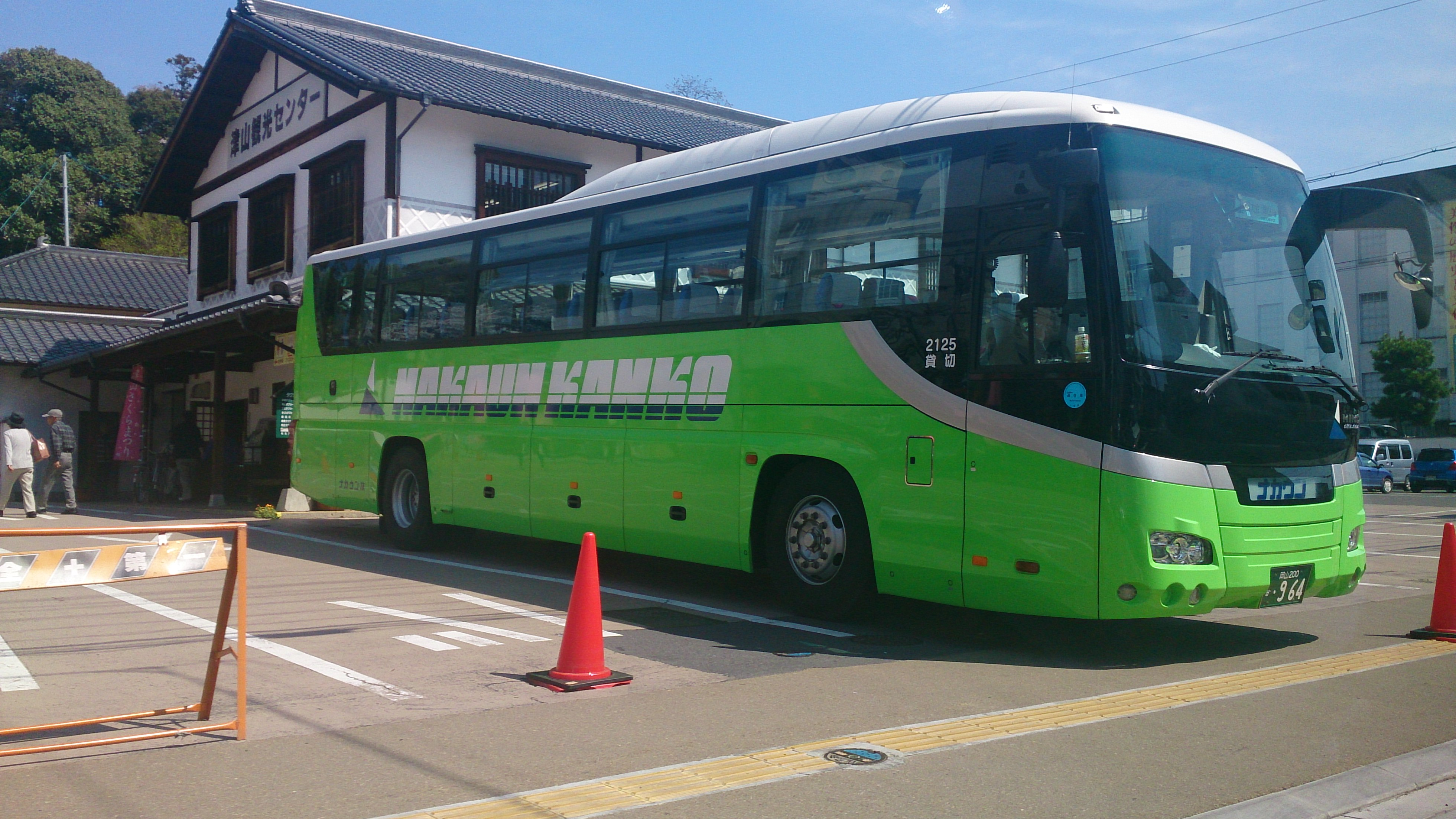
ナカウンバス 日野セレガ

ナカウン株式会社 （なかうん、英文社名：NAKAUN Co.,Ltd.）は、岡山県岡山市中区倉富（岡山トラックターミナル内）に本社を置く運送会社である。
建設資材や重量物の運送のほか、倉庫業、クレーン事業、観光バス事業などを展開している。バス車両は日野自動車製（セレガ、日野・メルファ、リエッセ）を中心に中古車で導入されたいすゞ・スーパークルーザーUFCや三菱ふそう・エアロバスも在籍している。

## 沿革
- 1946年（昭和21年） - 創業。
- 1953年（昭和28年） - 設立。

## 関連会社
- 極東リース株式会社
- ナカ重量株式会社
- ハロー運輸株式会社
- 瀬戸内鋼材リース株式会社
- サンレンタル株式会社
- サニーレントオール事業部
- 株式会社DAI
- ナカ特殊機工株式会社
- トータル物流株式会社
- 青江車輛株式会社
- ナカウンファーム株式会社
- ツーライト株式会社
- 協同組合ナカグループ
- ナカウン職業訓練校